# Исетов, Расул
Расул Исетов (каз. Есетов Расул Есетұлы; (Иситов, Есетов) (1924, аул Теке, возле города Туркестана, Чимкентская область — 2 июня 2009, Туркестан) — Герой Советского Союза. По национальности казах, но в официальных документах ошибочно записан был узбеком.
За отвагу и героизм, проявленные в боях, указом Президиума Верховного Совета СССР от 24 марта 1945 года сержанту Иситову Расулу было присвоено звание Героя Советского Союза.

## Биография
Окончил четыре класса и до призыва в РККА работал на мясокомбинате.
В возрасте 18 лет ушёл на фронт добровольцем (по другим данным — призван Туркестанским райвоенкоматом Южно-Казахстанской области 25 марта 1943 года).После прохождения «учебки» в Ашхабаде, был отправлен на 1-й Украинский фронт. Позже, с марта 1944 года воевал в составе 4-го Украинского фронта.
Приказом №: 51/н от: 20.10.1944 года по 17 гв. ск сержант Иситов награждён орденом Отечественной войны 1-й степени за то, что во время боя в р-не н/п Ворохта 22.09.1944 года. проникнув в тыл противника, со своей группой напал на расчет вражеской пушки, уничтожил его и автоматно-винтовочным огнём заставил противника в траншее прекратить огонь по наступающей пехоте, чем обеспечил взятие н/п.
Указом Президиума Верховного Совета СССР от 24 марта 1945 года сержанту Иситову Расулу, командиру стрелкового отделения 3-го стрелкового батальона 650-го стрелкового полка 138-й стрелковой дивизии, было присвоено звание Героя Советского Союза за то, что в бою 01.10.1944 года он подавил гранатами два пулеметных ДОТа, убив 4-х и взяв в плен ещё 9 солдат, и уничтожил противотанковой гранатой через дымоход бетонный ДОТ, убив 5 солдат и 1 офицера противника, при этом взяв в плен 24 солдата. Общая численность взятых в плен лично Расулом Исетовым в тот день составила 33 человека. Благодаря отважным и самоотверженным действиям Исетова, ротой в этот день было захвачено два 37-мм оружия, 2 станковых, 6 ручных пулеметов, 2 огнемета, 4 ПТР, 60 винтовок, 400 снарядов, 2 миномета, 1000 мин и до 10000 патронов. Позднее, 11 ноября 1944 года, герой уничтожил гранатами ДОТ с 15 солдатами противника. После подавления ДОТа, вместе со своей группой уничтожил в бою 50 солдат и 2 офицеров противника и захватил 37-мм пушку, 2 станковых пулемета, 2 ружья ПТР, 1 огнемет, 40 винтовок и склад с боеприпасами.

Вот как описан подвиг Расула Исетова в книге «Герои Карпат»:
«Рота, в составе которой воевал Есетов, в начале ноября 1944 года получила приказ захватить высоту, занятую фашистами. Вражеские позиции оказались сильно укреплены, окружены колючей проволокой и оборудованы дзотами и дотами. Шквальный пулемётный огонь не позволял бойцам поднять головы. В это время Расул Есетов, пробравшись ползком к вражескому доту, броском противотанковой гранаты заглушил пулемётную амбразуру. А после таким же удачным броском сумел подавить и вторую пулемётную точку противника, заставив её замолчать. Обеспечив тем самым продвижение нашей пехоты» .
Расул Исетов, Герой Советского Союза:
— Я тогда не думал, что совершил подвиг. Я просто выполнял свой гражданский долг. Как сейчас помню, командир подошел ко мне и прикрепил на гимнастерку Орден Ленина и Золотую звезду. Тогда мне было всего лишь 19 лет.
— Мне было 22 года, когда я звезду Героя получил. Молодые мы были, ничего не боялись. Воевали — не жалели жизни, хотели Родину от фашистов освободить. Сегодня мне 82, дети выросли, внуки растут, я живу, смотрю на них и радуюсь .
Один из двух казахстанцев, получивших высшую награду СССР за бои в Карпатах в Восточно-Карпатской операции. Расул Исетов — казах, Колесников Михаил Петрович — русский.
Принимал участие в Параде Победы летом 1945 года в Москве, где гордо нёс знамя полка.

## После войны
Вернувшись с войны, трудился во благо Родины. Долгое время его считали узбеком из-за ошибки в документе.
В 1985 году награждён орденом Отечественной войны 1-й степени.
Живя в Туркестане, он мечтал увидеть родину предков и в 2004 году побывал в Каркаралинске. Там Расул Исетов исправил ошибку довоенных лет, став де-юре казахом.

## Награды и звания
- Государственные награды СССР:

медаль «Золотая Звезда»;
орден Ленина;
орден Отечественной войны 1-й степени — дважды;
медали СССР.
- Государственные награды Казахстана:

орден Достык 2-й степени.
- Являлся почётным гражданином Туркестана и Ясини (Закарпатская область, Украина).